# Le Nain jaune (roman)
Pour les articles homonymes, voir Le Nain jaune.
Le Nain jaune est un livre de Pascal Jardin, biographie et véritable hommage à son père Jean Jardin surnommé le Nain jaune, paru en 1978 aux éditions Julliard et ayant reçu le Grand prix du roman de l'Académie française la même année.

## Historique
Ce livre est un portrait à la fois cocasse et édulcoré que l'auteur donne de Jean Jardin. Il a par la suite été révisé par Alexandre Jardin, le petit-fils de ce dernier, dans Des gens très bien, ouvrage dans lequel est présentée la part d’ombre de sa famille avec notamment l'évocation du passé de son grand-père qui fut directeur de cabinet de Pierre Laval.

## Résumé
La mort du père du romancier est l'occasion de revisiter sa propre histoire, vue tantôt à travers les yeux d'un enfant, d'un jeune homme puis de l'homme d'âge mûr qu'il est devenu.

## Éditions
- Le Nain jaune, éditions Julliard, 1978  (ISBN 2-260-00132-7).